# Manifestazione per l'indipendenza catalana del 2012

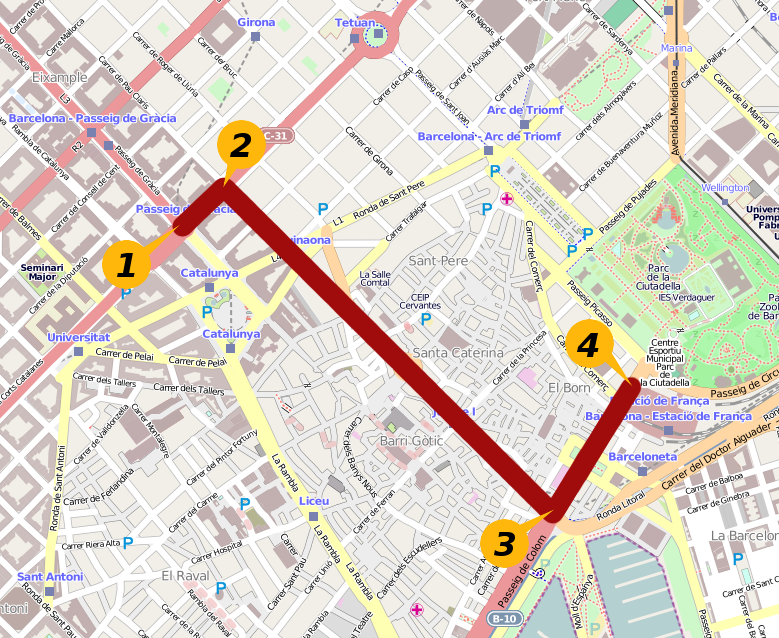
Percorso della manifestazione.

La manifestazione per l'indipendenza catalana del 2012, svoltasi a Barcellona l'11 settembre 2012 (Diada Nacional de Catalunya) sotto lo slogan Catalunya, nou estat d'Europa ("Catalogna, nuovo stato d'Europa"), è stata la più grande manifestazione nazionalista catalana dalla fine della dittatura franchista, convocata per reclamare l'indipendenza della Catalogna dalla Spagna.

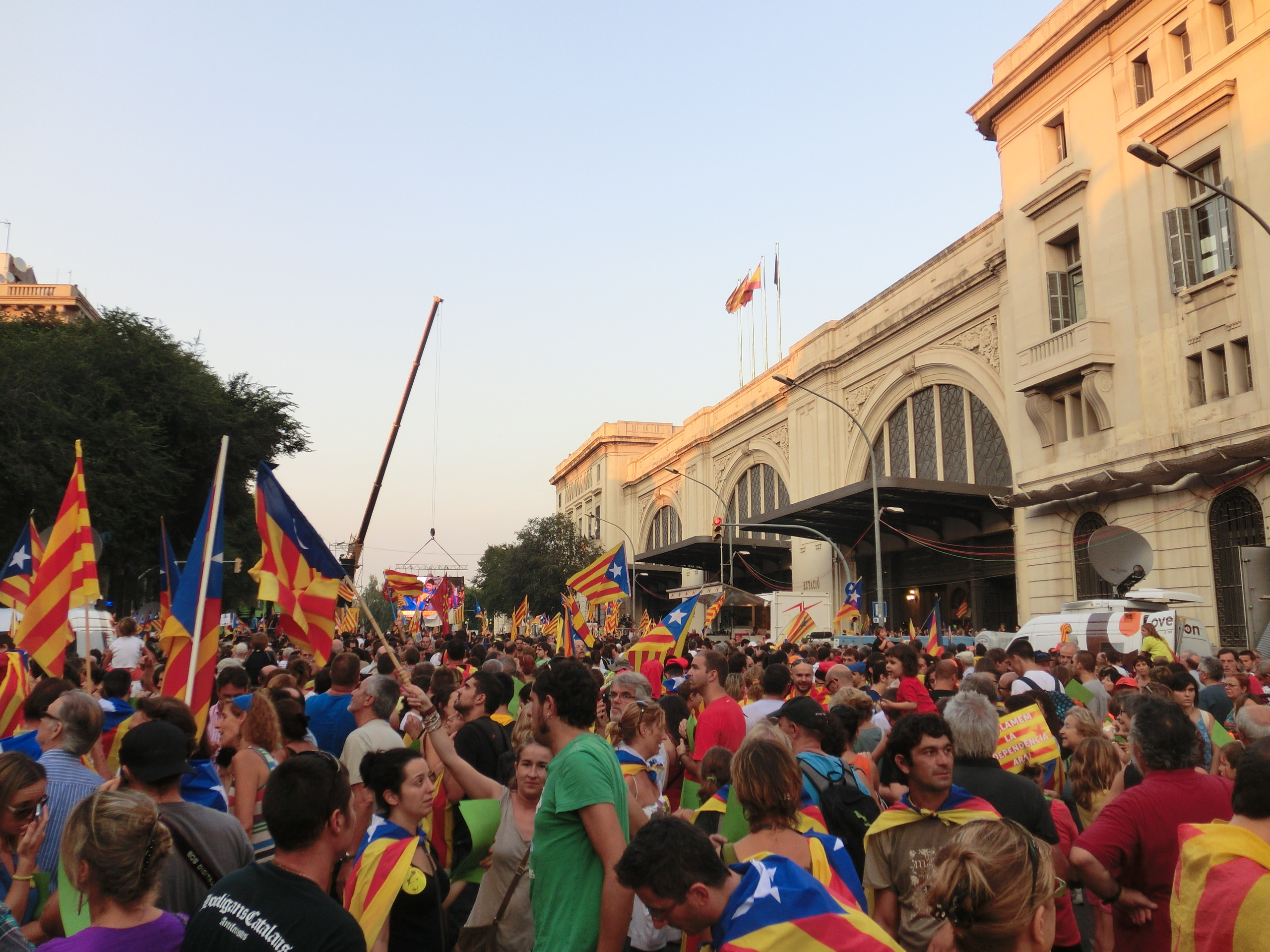
La manifestazione.

I manifestanti sono stati 1.500.000 secondo la Guàrdia Urbana (la polizia municipale) e 2.000.000 secondo gli organizzatori. La delegazione del governo spagnolo in Catalogna ha invece abbassato la cifra a 600.000 partecipanti. Il percorso della marcia si è snodato per tre chilometri nel centro della città, con partenza dall'incrocio tra Passeig de Gràcia e Gran Via, passaggio per Via Laietana, e culmine vicino alla sede del Parlamento della Catalogna.

## Adesioni
La marcia è stata convocata dall'Assemblea Nazionale Catalana e ha visto l'adesione dei partiti Convergenza e Unione (partito di maggioranza relativa al Parlamento della Catalogna), Iniziativa per la Catalogna Verdi, Sinistra Repubblicana di Catalogna, e Solidarietà Catalana per l'Indipendenza.
Hanno annunciato la partecipazione alla manifestazione, tra gli altri, Jordi Pujol i Soley, presidente della Generalitat de Catalunya dal 1980 al 2003, Sandro Rosell, presidente del Futbol Club Barcelona, e Xavier Trias, sindaco di Barcellona.
Artur Mas, leader di Convergenza e Unione e presidente della Generalitat ha dichiarato di non poter partecipare alla manifestazione, per via della carica ricoperta, ma ha assicurato che sarebbe stato presente con lo spirito. Il giorno della manifestazione Mas ha convocato una conferenza stampa in cui ha minacciato di «aprire il cammino della regione» verso l'indipendenza nazionale, a partire dall'autonomia fiscale, se non verrà raggiunto al più presto un accordo economico con il governo centrale spagnolo.